# Argentyna na Letnich Igrzyskach Olimpijskich 1960
Argentynę na XVII Letnich Igrzyskach Olimpijskich w Rzymie reprezentowało 91 sportowców w 14 dyscyplinach. Był to 11 start Argentyńczyków na letnich igrzyskach olimpijskich.

## Zdobyte medale
| Medal  | Zawodnik                                                   | Dyscyplina sportowa | Konkurencja           |
| ------ | ---------------------------------------------------------- | ------------------- | --------------------- |
| Srebro | Jorge Alberto Salas Héctor Calegaris Jorge Alberto del Río | Żeglarstwo          | klasa dragon mężczyzn |
| Brąz   | Abel Laudonio                                              | Boks                | waga lekka            |